# Hangried Schrännen
Das Hangried Schrännen ist ein Naturschutzgebiet im Gebiet der Gemeinde Öhningen im Landkreis Konstanz in Baden-Württemberg. Es umfasst 
knapp 13 Hektar verschiedener Vegetationseinheiten wie Streuwiese, Gebüschzone, Kopfbinsenmoor sowie Halbtrockenrasen und wurde 1991 als Naturschutzgebiet ausgewiesen. Die Besonderheit des Gebietes ergibt sich aus seinem reich strukturiertem Lebensraum für eine Vielzahl seltener und zum Teil stark gefährdeter Tier- und Pflanzenarten.

## Flora und Fauna

### Fauna
Folgende, seltene und teils vom Aussterben bedrohte Arten (Auswahl) wurden im Naturschutzgebiet Hangried Schrännen erfasst:
- Amphibien
  - Gelbbauchunke
- Insekten
  - Gemeine Winterlibelle, Kleiner Blaupfeil, Sumpfgrille und Zweigestreifte Quelljungfer
- Reptilien
  - Zauneidechse; Reptil des Jahres 2020
- Vögel
  - Feldschwirl